# Alissa Johnson
Pour les articles homonymes, voir Alissa (homonymie) et Johnson.
Alissa Johnson, née le 28 mai 1987 à Plattsburgh, est une sauteuse à ski américaine.

## Parcours sportif

### Coupe du monde
Elle participe à la première épreuve de la Coupe du monde en décembre 2011 à Lillehammer. 

### Coupe continentale
Elle a débuté dans la Coupe continentale en juillet 2004, à l'époque où cette compétition était le plus haut niveau du saut à ski féminin. Dans cette compétition, elle se hisse trois fois sur le podium dont une fois sur la plus haute marche à Lillehammer le 13 septembre 2008.

## Palmarès

### Championnats du monde
| Épreuve / Édition | Liberec 2009 | Oslo 2011 |
| Individuel        | 20e          | 20e       |

### Coupe du monde
- Meilleur classement général : 27e en 2013.
- Meilleur résultat : 12e.

#### Classements généraux annuels
| Année | Rang |
| 2012  | 31e  |
| 2013  | 27e  |
| 2014  | 37e  |

### Coupe continentale
- Meilleur classement général : 9e en 2005, 2007 et 2010.
- 3 podiums dont 1 victoire.